# Feta
Feta (Grieks: φέτα) is een Griekse kaas die behoort tot een familie van witte kazen waartoe ook bijvoorbeeld beyaz peynir (Turkije), sirene (Bulgarije) en telemea (Roemenië) behoren. De kaas wordt gemaakt van schapenmelk, eventueel aangevuld met geitenmelk. Er bestaan ook op feta gelijkende kazen op basis van koemelk. Feta wordt gezouten en geconserveerd in een zoutoplossing (dit kan ofwel water ofwel wei zijn), gedurende een periode van minimaal twee maanden. Feta droogt snel uit wanneer hij uit de zoutoplossing wordt gehaald.
Originele feta wordt nog steeds gemaakt door schaapherders in de mediterrane bergen, van ongepasteuriseerde melk. Binnen de Europese Unie is feta sinds juli 2002 een beschermde oorsprongsbenaming. Alleen kaas die op traditionele wijze geproduceerd wordt in bepaalde delen van Griekenland (zie paragraaf Feta-besluit) en die gemaakt wordt van schapenmelk of een mengsel van schapenmelk en maximaal 30% geitenmelk uit hetzelfde gebied mag de naam "feta" dragen. Het proces om feta een Beschermde Oorsprongsbenaming toe te kennen wekte verzet op van kaasmakers elders in Europa die een soortgelijk product maken. Arla Foods bijvoorbeeld, een Deens bedrijf dat een feta-achtige kaas van koemelk maakt, mocht door het besluit zijn product niet meer "feta" noemen en hanteert sindsdien de naam "Apetina" voor zijn kaas. Heden ten dage wordt op feta gelijkende kaas die niet aan de voorwaarden voor de Beschermde Oorsprongsbenaming voldoet dikwijls verkocht onder namen als "mediterrane kaasblokjes" of "witte kaas".
Feta is wit, normaal gesproken in de vorm van rechthoekige plakken, en kan variëren van zacht tot halfhard met een prikkelende, zoutige smaak die varieert van mild tot scherp. Het droge vetgehalte bedraagt volgens de wetgeving minimaal 43 procent; de meeste feta zit rond de 45 procent melkvet.

## Feta-besluit
In de Griekse kaaswinkeltjes hangt vaak een grote plaat met daarop het “Feta-besluit”. Deze bevat de 15 geboden waaraan feta dient te voldoen volgens de Griekse wetgeving.
| Uitklappen voor de tekst in het Grieks | Uitklappen voor de tekst in het Grieks |
| --- | -------------------------------------- |
| Ο δεκαπεντάλογος της ΦΕΤΑΣ |                                        |
| - Είναι κομμάτι της πολιτιστικής μας κληρονομιάς, που οφείλουμε, με κάθε θεμιτό τρόπο, να προστατεύουμε και να προβάλουμε. - Αποτελεί σημαντικό τμήμα του διαιτολογίου μας, καθώς καθένας μας καταναλώνει περισσότερα από 10 κιλά το χρόνο, κάτι που δεν συμβαίνει με κανένα άλλο τυρί στον κόσμο. - Αναγνωρίστηκε από την Ευρωπαϊκή Ένωση ως ελληνικό παραδοσιακό προϊόν Προστατευόμενης Ονομασίας Προέλευσης (Π.Ο.Π.). - Η πιστή εφαρμογή των νομοθετημένων προδιαγραφών της αποτελεί προϋπόθεση για τη συνέχιση της προστασίας της από την Ευρωπαϊκή Ένωση. - Θετικές προοπτικές για την εμπορική της επιτυχία διασφαλίζονται μόνο με υψηλή ποιότητα προϊόντας και ανταγωνιστικό κόστος. - Παρασκευάζεται και ωριμάζει αποκλειστικά και μόνο σε νομοθετικά οριοθετημένη γεωγραφική περιοχή, που συγκροτούν, η Θράκη, η Μακεδονία, η Ήπειρος, η Θεσσαλία, η Στερεά Ελλάδα, η Πελοπόννησος και ο νομός Λέσβου, από νωπό πρόβειο γάλα ή μίγματά του με γίδινο σε αναλογία μέχρι 30%, που παράγεται από φυλές ζώων εκτρεφόμενες παραδοσιακά στην παραπάνω περιοχή και των οποίων η διατροφή βασίζεται στη φυσική χλωρίδα - Ωριμάζει για τουλάχιστον 60 ημέρες. - Η υγρασία της δεν πρέπει να υπερβαίνει το 56%, ενώ η λιποπαριεκτικότητά της επί ξηρού πρέπει να είναι τουλάχιστον 43%. - Απαγορεύεται η παρασκευή της εκτός της νομοδετικά οριοδετημένης γεωγραφικής περιοχής παραγωγής της. - Απαγορεύεται η παρασκευή της εντός της οριοθετημένης περιοχής από πρόβειο και γίδινο γάλα που δεν παράγεται σε αυτήν. - Απαγορεύεται η παρασκευή της από άλλα είδη γάλακτος, εκτός του πρόβειου και του γίδινου. - Απαγορεύεται η προσθήκη στο γάλα της τυροκόμησης, αγελαδινού γάλακτος, συμπυκνωμένου γάλακτος, σκόνης γάλακτος, πρωτεϊνών γάλακτος και καζεϊνικών αλάτων. - Απαγορεύεται η χρήση αντιβιοτικών, συντηρητικών και χρωστικών σε όλα τα στάδια της παρασκευής της. - Απαγορεύεται να αναγράφονται επί της συσκευασίας της πληροφορίες και διατροφικοί ισχυριμοί που δεν ανταποκρίνονται στην πραγματικότητα και παραπληροφορούν τους καταναλωτές. - Απαγορεύεται με αγορανομική διάταξη, το τυρί στην ελληνική χωριάτικη σαλάτα να είναι άλλο εκτός άπό ΦΕΤΑ. |                                        |

De tekst in het Nederlands:
De vijftien Feta-geboden
- Het is een stukje van ons culturele erfgoed, dat we, op elke wettige manier, moeten beschermen en propageren.
- Het vormt een belangrijk onderdeel van onze voeding, omdat ieder van ons meer dan 10 kilo per jaar verbruikt; iets wat met geen enkele andere kaas in de wereld gebeurt.
- Erkend door de Europese Unie als een traditioneel Grieks product met Beschermde Oorsprongsbenaming (BOB).
- De betrouwbare toepassing van haar wettelijk vastgestelde normen is vereist voor de voortzetting van de bescherming van haar door de E.U.
- Positieve perspectieven voor een succesvolle handel worden alleen gegarandeerd door een hoge kwaliteit van het product en een concurrerende kostprijs.
- Wordt vervaardigd en rijpt enkel en alleen in door de wet bepaald begrensd gebied, tot welke behoort West-Thracië, Macedonië, Epirus, Thessalië, Centraal-Griekenland, de Peloponnesos en de prefectuur van Lesbos, van verse schapenmelk of van een mengsel daarvan met maximaal 30% geitenmelk, die wordt geproduceerd door dieren, die op traditionele manier gevoerd worden in bovengenoemd gebied en waarvan het voedsel gebaseerd is op de natuurlijke flora.
- Rijpt gedurende ten minste 60 dagen.
- Het watergehalte mag niet meer bedragen dan 56%, terwijl het droge vetgehalte ten minste 43% moet zijn.
- De vervaardiging is verboden buiten het door de wet bepaald begrensde gebied van productie.
- De vervaardiging van feta van schapen- en geitenmelk die niet daar geproduceerd is, is verboden binnen het gereglementeerde afgebakende gebied.
- Het gebruik van andere soorten melk dan schapen- en geitenmelk is verboden.
- Het is verboden bij het ruwe product dat men voor kaasvervaardiging gebruikt koemelk, gecondenseerde melk, melkpoeder, melkeiwitten en caseïne toe te voegen.
- Verboden is het gebruik van antibiotica, conserveermiddelen en kleuren in alle stadia van productie.
- Het is ook verboden op de verpakkingsinformatie voedingsbeweringen te vermelden die niet met de werkelijkheid stroken en de consumenten misleiden.
- Volgens handelseconomisch besluit is het verboden om in een Griekse boerensalade andere kaas dan feta te gebruiken.